# Papa Pius al XII-lea
Pius al XII-lea (născut Eugenio Maria Giuseppe Giovanni Pacelli; n. 2 martie 1876, Roma, Regatul Italiei – d. 9 octombrie 1958, Castel Gandolfo, Lazio, Italia) a fost papă al Bisericii Catolice între anii 1939 - 1958.

## Biografie

### 1.1 Începutul vieții, studiile și hirotonirea preoțească
Eugenio Pacelli s-a născut la Roma, la 2 martie 1876, într-o familie de juriști romani, care au lucrat în slujba pontifului roman. Strămoșii familiei Pacelli au venit la Roma în 1819, din localitatea Viterbo, Lazio. Bunicul său a fost chemat la Roma de cardinalul Caterini pentru a studia dreptul ecleziastic. Bunicul lui Eugenio Pacelli, pe nume Marcantonio, a fost subsecretar la Ministerul de Interne al Statului Papal în vremea papei Pius al IX-lea (1846-1878), în timp ce tatăl, Filippo Pacelli, a fost procuror al Sfântului Scaun.
Mama lui Eugenio, Virginia Graziosi, provenea dintr-o familie de aristocrați. Filippo și Virginia au avut patru copii, doi băieți și două fete: Giuseppina, Francesco, Eugenio și Elisabeta. La vârsta de cinci ani, Eugenio a fost înscris la o școală privată condusă de Surorile Franceze ale Providenței. Conform mărturiei unanime a cunoscuților săi din copilărie, Eugenio Pacelli a fost un băiat simpatic și amabil. Toți cei care l-au cunoscut îl admirau și, în același timp, se minunau de bunătatea și disciplina sa. Era impresionat atunci când mama îi vorbea despre viețile primilor martiri ai Bisericii. Într-o zi unchiul său, Giuseppe Pacelli, îi povestea viața unui misionar care a fost persecutat și în final crucificat de către călăii săi. După această relatare, Eugenio i-a spus unchiului său că ar dori să fie martir dar „fără cuie”.
După studiile elementare desfășurate într-o școală privată și apoi la liceul „Ennio Quirino Visconti”, Eugenio s-a înscris la Colegiul Capranica, iar între 1894-1899 a studiat teologia la Universitatea Pontificală Gregoriana. La sfârșitul primului an universitar, în vara anului 1895, renunță la continuarea studiilor atât la Universitatea Capranica, cât și la Universitatea Gregoriana. Potrivit surorii sale, Elisabeta, alimentația de la Capranica a fost principalul factor al îmbolnăvirii lui Eugenio Pacelli. Papa Leon al XIII-lea i-a permis lui Eugenio să locuiască în familie pe perioada terminării studiilor. La 2 aprilie 1899, cardinalul Paolo Casta îl hirotonește în capela personală a familiei Pacelli. După hirotonire a ajuns cu sprijinul cardinalului Vincenzo Vannutelli, un prieten de-al tatălui său, la Curia papală, în postul de cancelar al Congregației Afacerilor Extraordinare, fiind numit de Pius al X-lea vicesecretar în 1911 și secretar în 1914. În același timp, predă la „Accademia dei Nobili” (1909-1914) și a lucrat împreună cu cardinalul Gasparri la noul Cod de Drept Canonic.
În timpul Primului Război Mondial (1914-1918), Pacelli a dobândit o experiență importantă, sprijinindu-l pe Papa Benedict al XV-lea și pe cardinalul Gasparri în eforturile lor umanitare. În 1916 este implicat în pregătirea documentului care venea în sprijinul evreilor, semnat de cardinalul Gasparri. Prin acest document se dorea un răspuns la apelul consiliului evreilor americani din 30 decembrie 1915, pentru ca Papa Benedict al XV-lea să își folosească influența morală pentru condamnarea anti-semitismului.

### 1.2. Arhiepiscop și nunțiu apostolic
La 20 aprilie 1917 papa Benedict al XV-lea l-a numit pe Eugenio Pacelli ca nunțiu în Regatul Bavariei. Preotul Pacelli a fost consacrat episcop de Benedict al XV-lea în Capela Sixtină la 13 mai 1917 în prezența rudelor apropiate. Importanța acestei funcții era oferită de faptul că guvernul bavarez era singurul din guvernele germane care avea relații diplomatice cu Roma. Nunțiatura din München era un canal de comunicare cu întreaga biserică din Germania.
Când arhiepiscopul Pacelli a sosit în Bavaria, la 28 mai 1917, a găsit țara într-o stare haotică, deoarece în acel moment armata Imperiului German începuse să își arate slăbiciunea, suferind înfrângeri severe, atât pe frontul francez, cât și pe cel rus. Nunțiul și-a început imediat activitatea umanitară, îndreptată spre ajutorarea prizonierilor de război, a muncitorilor deportați și a ostaticilor. Tot în acest timp, Benedict al XV-lea a făcut cele mai mari eforturi de mediere a conflictului, inițiind un „Apel pentru pace” către toate statele implicate în război. În 1919, după încheierea războiului, la München a avut loc o revoluție comunistă. De multe ori comuniștii l-au amenințat, dar el a reușit să îi domolească. Odată a ieșit în fața unei mulțimi de comuniști dar - sigur pe poziție - le-a interzis accesul, afirmând că teritoriul ambasadei este intangibil conform legilor internaționale. Astfel, comuniștii l-au ascultat și s-au retras.
În aprilie 1919, în timpul revoluției sprijinite de Liga spartakistă, de inspirație comunistă, nunțiatura din Bavaria a fost încercuită de un grup de revoluționari care voiau să intre în clădire. Eugenio Pacelli a trecut în acele momente printr-o experiență dramatică relatată de Franco Molinari: „O bandă delirantă de soldați roșii i-au pus revolverul la tâmplă.” Deși a fost îmbrâncit, arhiepiscopul nu a cedat, având-o alături pe sora germană Pascalina Lehnert, care s-a interpus între revoluționari și nunțiu. După încetarea ostilităților, Pacelli îi va descrie ca pe niște „adevărați bolșevici ruși”.
Pacelli a reușit să încheie cu succes negocierile preliminare pentru un concordat foarte avantajos (mai ales în ceea ce privește învățământul) cu guvernul bavarez (1924) și să poarte tratative foarte delicate cu guvernul prusac, cu care a încheiat un concordat deosebit de important pentru Biserica Catolică (1929). În 1925 a făcut pasul important al mutării de la München la Berlin, capitala Germaniei, pentru a facilita negocierile cu guvernul german în ceea ce privește chestiunile generale legate de biserica din această țară.

## În timpul celui de-al Doilea Război Mondial
În zilele celui de-al Doilea Război Mondial papa Pius al XII-lea a încercat din greu să mențină deschise porțile păcii. La 24 decembrie 1939 a dat lumii un program de pace elaborat în cinci puncte. Dacă nu putea opri războiul, cel puțin putea scoate în evidență suferințele a milioane de refugiați și victime de război; ceea ce a și făcut. Papa Pius i-a chemat pe catolicii de pretutindeni și îndeosebi din America să împartă cu cei săraci. Pius a făcut multe și pentru salvarea Romei de la distrugere, și nu a salvat doar clădiri. În timp ce agenții Gestapo căutau evreii, refugiații și tot felul de oameni urmăriți au aflat siguranță în micul stat papal. După război papa Pius al XII-lea a continuat să pună accent pe nevoia unei păci drepte.
Papei i s-a reproșat că nu a denunțat public holocaustul evreilor, el însuși își făcea deseori mustrări de conștiință asupra acestui fapt, dar dacă ar fi condamnat regimul nazist, Hitler ar fi întețit prigoana și asupra celorlalți evrei (în Roma din 8.000 de evrei au fost deportați doar circa 1.000). Exista și un plan de a-l răpi pe papa și de-al pune sub „protecția” Reichului, în cazul în care ar fi condamnat holocaustul, planul cu care ar fi fost însărcinat generalul SS Karl Wolff, șeful SS din Italia.
Papa Pius al XII-lea a colaborat cu marele rabin al Romei, Israel Zolli, care după război a primit botezul și și-a luat numele de Eugenio Pio, cu referire la papa Pius al XII-lea.
Propaganda sovietică a pus în practică campania de dezinformare Seat 12, care prevedea prezentarea papei Pius al XII-lea ca simpatizant nazist.

## În timpul Războiului Rece
Papa Pius al XII-lea a protestat față de persecuția Bisericii Catolice în lagărul comunist, drept pentru care autoritățile comuniste l-au prezentat ca pe un bastion al imperialismului și al reacțiunii. După arestarea celor doisprezece episcopi catolici din România a numit în locul acestora noi episcopi clandestini, între care pe Iosif Schubert și pe Alexandru Todea, devenit ulterior cardinal. Papa Pius al XII-lea a rostit cuvintele „Isus a avut doisprezece apostoli și unul dintre ei a trădat. Biserica Catolică din România a avut doisprezece episcopi și nu a trădat niciunul”.
După moartea sa autoritățile sovietice au lansat operațiunea de dezinformare Seat 12, care viza răspândirea ideii că Pius al XII-lea ar fi fost simpatizant nazist.